# Ida (film)
Ida – dramat filmowy z 2013 roku w reżyserii Pawła Pawlikowskiego, zrealizowany w koprodukcji polsko-duńskiej na podstawie scenariusza Pawła Pawlikowskiego i Rebekki Lenkiewicz. Film, którego akcja rozgrywa się w Polsce w 1962 roku, ukazuje losy postulantki w katolickim zakonie, która od swojej ciotki Wandy dowiaduje się, że jest Żydówką o imieniu Ida. Obie kobiety wyruszają w podróż, która odkrywa mroczną tajemnicę ciążącą na ich życiu. Głównym motywem poruszanym przez Idę jest przepracowywanie traumy i żałoby po zagładzie Żydów na ziemiach polskich podczas II wojny światowej.
Ida była pierwszym polskim filmem Pawlikowskiego, dotąd znanego głównie z realizacji filmów anglojęzycznych. Nakręcony z użyciem czerni i bieli film nawiązuje między innymi do estetyki filmów modernistycznych z lat 60. XX wieku, w tym zaliczanych do polskiej szkoły filmowej dzieł: Nikt nie woła (1960) Kazimierza Kutza, Jak być kochaną (1961) Wojciecha Jerzego Hasa i Matki Joanny od Aniołów (1961) Jerzego Kawalerowicza. W role Idy i Wandy wcieliły się odpowiednio Agata Trzebuchowska i Agata Kulesza. Zdjęcia do Idy nakręcili Łukasz Żal i Ryszard Lenczewski.
W Polsce Ida wzbudziła wiele kontrowersji. O ile środowiska prawicowo-konserwatywne zarzucały filmowi nieprzychylne przedstawienie Polaków jako współsprawców Zagłady, o tyle w lewicowych mediach krytykowano powielanie przez reżysera stereotypu żydokomuny, uosabianego przez postać Wandy. Mimo to dzieło Pawlikowskiego i Lenkiewicz zostało uhonorowane Grand Prix Festiwalu Polskich Filmów Fabularnych oraz Polskiej Akademii Filmowej. W Stanach Zjednoczonych powszechnie chwalono film za aktorstwo oraz styl wizualny. Tam też Ida otrzymała – jako pierwszy w historii pełnometrażowy polski film – Oscara za najlepszy film nieanglojęzyczny. Spośród innych prestiżowych wyróżnień Ida zdobyła także sześć Europejskich Nagród Filmowych (w tym dla najlepszego filmu) oraz nagrodę FIPRESCI na Międzynarodowym Festiwalu Filmowym w Toronto.

## Fabuła
Akcja filmu rozgrywa się w Polsce w 1962 roku. Anna, sierota nieznająca swojej przeszłości, jako postulantka w katolickim zakonie przygotowuje się do ślubów. Film rozpoczyna się, gdy Anna odnawia posąg Chrystusa, po czym wraz z innymi zakonnicami stawia go przed klasztorem. Po wspólnym posiłku siostra przełożona prosi Annę do siebie. Wyraża życzenie, aby Anna spotkała się z nieznaną jej jedyną krewną, ciotką Wandą.
Dziewczyna przygotowuje się do wyjazdu w stronę Warszawy. Gdy już jest na miejscu, drzwi otwiera Wanda w towarzystwie kochanka, który się ubiera i wychodzi. Wanda wyjawia Annie, że postulantka tak naprawdę jest Żydówką, Idą Lebenstein, urodzoną niedaleko Łomży ze związku Chaima Lebensteina i Róży Herc. Wanda zbywa Idę, odprowadza ją do autobusu i wyjeżdża do pracy jako prokurator. Gdy wraca do domu, w witrynie sklepowej dostrzega fotografię panny młodej, która przywołuje jej dawne wspomnienia.
Wanda decyduje się pomóc Idzie w odszukaniu grobu rodziców, który – jak sądzi Ida – znajduje się w Piaskowie. Ciotka wyprowadza ją z błędu, twierdząc, że jej rodzice mogli zostać pochowani gdzie indziej. W trakcie podróży Wanda próbuje zakwestionować nieprzejednaną wiarę postulantki w Boga. Zatrzymują się przy wiejskiej chałupie, której gospodyni informuje przyjezdne, że informacji na temat dawnych mieszkańców tego domu może udzielić jedynie jej mąż. Przed odejściem obu kobiet gospodyni prosi Idę o pobłogosławienie swego niemowlęcia, co ta czyni.
Po kilku godzinach Wanda i Ida wracają do gospodarstwa. Wanda próbuje wymusić groźbą na przybyłym właścicielu informację na temat byłych właścicieli chałupy, jednak nie otrzymuje odpowiedzi. Jadąc z Idą samochodem, wjeżdża pijana do rowu, skąd pojazd musi wyciągnąć chłop z furmanką. Milicjant aresztuje Wandę, choć ta próbuje się zasłonić immunitetem. Noc Ida spędza na rozmyślaniach w pobliskiej parafii.
Gdy Wanda zostaje zwolniona z aresztu, Ida pyta ją o jej zawód. Wanda wyjawia, że w latach 1951–1952 była stalinowską prokurator, która doprowadziła do skazania na śmierć kilku osób w procesach pokazowych, za co zasłużyła na przydomek „krwawa Wanda”. Po drodze kobiety podwożą saksofonistę, który udaje się na koncert do Szydłowa. Parkują przed hotelem „Świt”, gdzie Wanda wypytuje ludzi o Szymona Skibę. W pokoju hotelowym prokurator proponuje Idzie suknię wieczorową, jednak ta w akcie ascezy odmawia. Wanda baluje więc sama, a wróciwszy do pokoju, zarzuca Idzie bycie „małą świętą”. Zawstydzona Ida, gdy Wanda śpi, zakrada się do opustoszałej sali balowej, gdzie ukradkiem wpatruje się w saksofonistę grającego nastrojową muzykę. Później wdaje się z nim w rozmowę, po której wraca do pokoju, odmawia modlitwę wieczorną i kładzie się spać.
Ida wraz z Wandą dociera do szpitala, gdzie przebywa Szymon Skiba – chłop, który ukrywał w czasie wojny rodzinę Lebensteinów. Wanda w obecności Idy zarzuca Skibie, że ten w obawie przed Niemcami zamordował rodzinę przyszłej postulantki. Roztrzęsiona prokurator wyznaje Idzie w łazience, iż zostawiła swoją rodzinę – w tym swojego syna – na śmierć z rąk Skiby i uciekła, by walczyć, „cholera wie, o co”. Wieczorem do hotelu przyjeżdża Feliks Skiba, syn Szymona Skiby, i proponuje Idzie układ: ona zrzeknie się domu, a on zaprowadzi obie kobiety do miejsca pochówku zamordowanej żydowskiej rodziny. Jeszcze przed podróżą Ida odwiedza saksofonistę, by wyznać mu, że za cztery dni składa śluby zakonne. Z inspiracji muzyka, który zwraca jej uwagę, że „ona nie wie, jak wygląda”, Ida w łazience zdejmuje welon i rozpuszcza włosy.
Następnego dnia Feliks zaprowadza Idę i Wandę do lasu, gdzie wykopuje kości zamordowanych przez siebie, jak później wyjawił, Żydów. Prokuratorka wpada w rozpacz i odchodzi, natomiast Ida pyta gospodarza, dlaczego ona przeżyła. Feliks odpowiada jej, że oddał maleńką Idę do księdza Andrzeja, gdyż jej żydowskie pochodzenie mogło zostać zatajone. Syn Wandy był obrzezany i dlatego musiał zginąć. Wanda, wsiadłszy do samochodu, proponuje Idzie wyjazd do Lublina, gdzie w rodzinnym grobie obie dokonują pochówku szczątków zamordowanych. Potem Wanda odwozi postulantkę do klasztoru, gdzie się rozstają. Jednak Ida zaczyna wątpić w swoją wiarę. Przed posągiem Chrystusa wyznaje, że nie jest gotowa na złożenie ślubów zakonnych. Tymczasem pogrążona w depresji Wanda, zebrawszy fotografie swoich zamordowanych krewnych, popełnia samobójstwo, skacząc przez okno. Na wieść o jej śmierci Ida wraca z klasztoru, zakłada strój wieczorowy Wandy, próbuje palonych przez denatkę papierosów oraz pitej przez nią wódki. Na pogrzebie Wandy spotyka saksofonistę, a po jego koncercie wdaje się z nim w romans. Następnego dnia rano zakłada jednak habit, po czym odchodzi w nieznanym kierunku.

## Obsada
Obsada filmu:

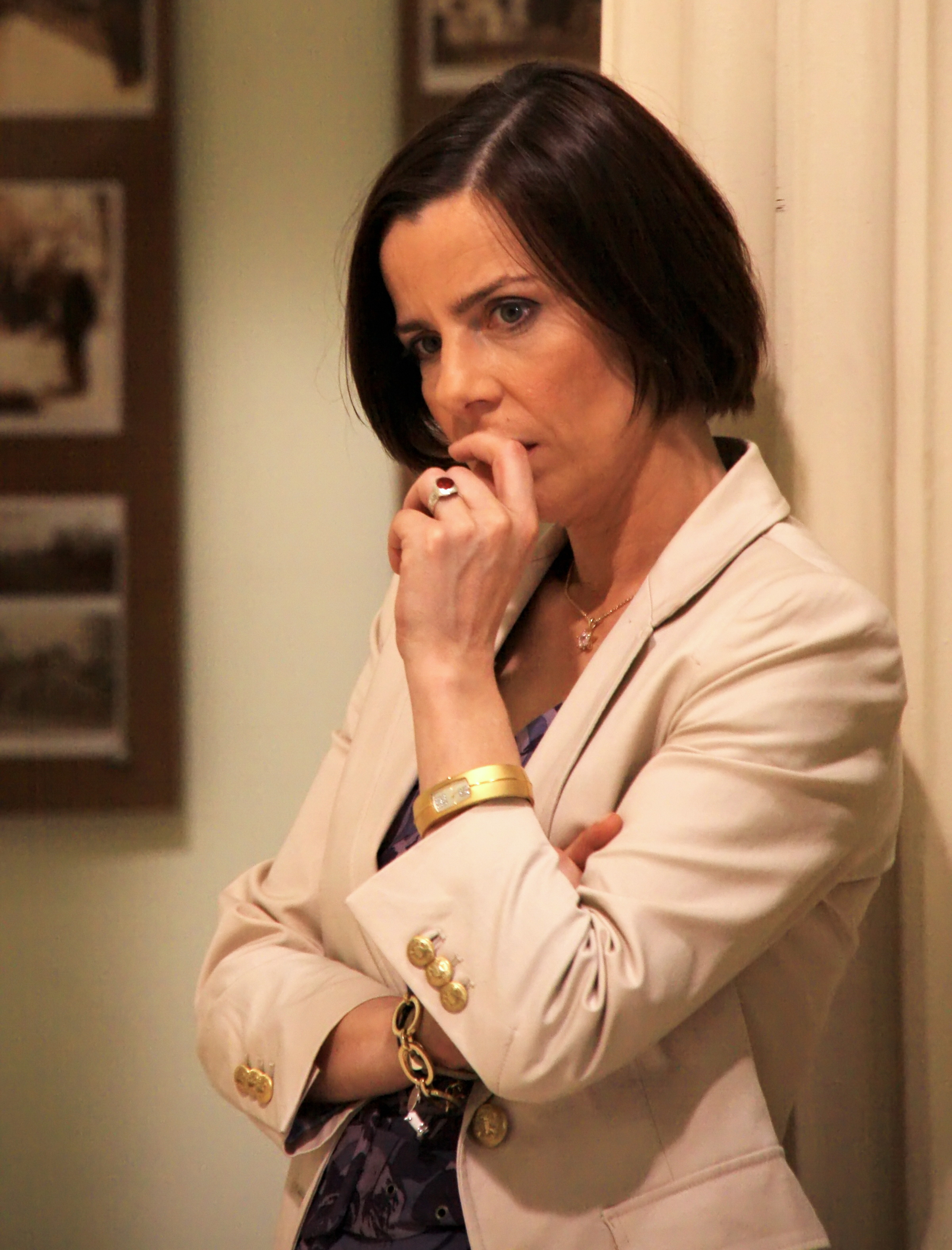
Agata Kulesza, odtwórczyni roli Wandy Gruz

- Agata Trzebuchowska – Anna / Ida Lebenstein
- Agata Kulesza – Wanda Gruz
- Dawid Ogrodnik – „Lis”, saksofonista w zespole grającym na urodzinach miasta Szydłowa
- Joanna Kulig – piosenkarka w zespole grającym na urodzinach miasta Szydłowa
- Adam Szyszkowski – Feliks Skiba
- Halina Skoczyńska – matka przełożona
- Jerzy Trela – Szymon Skiba
- Dorota Kuduk – Kaśka Skiba, żona Feliksa
- Natalia Łągiewczyk – Bronia
- Afrodyta Weselak – Marysia
- Mariusz Jakus – barman w Szydłowie
- Jan Wojciech Poradowski – ksiądz Andrzej
- Artur Janusiak – milicjant
- Paweł Burczyk – prokurator
- Marek Kasprzyk – mężczyzna poznany w lokalu przez Wandę
- Izabela Dąbrowska – kelnerka
- Anna Grzeszczak – sąsiadka
- Konstanty Szwemberg – urzędnik
- Artur Majewski – kochanek Wandy
- Krzysztof Brzeziński – pianista
- Piotr Siadul – basista
- Łukasz Jerzykowski – gitarzysta
- Artur Mostowy – perkusista

## Produkcja

### Przygotowania i dobór obsady

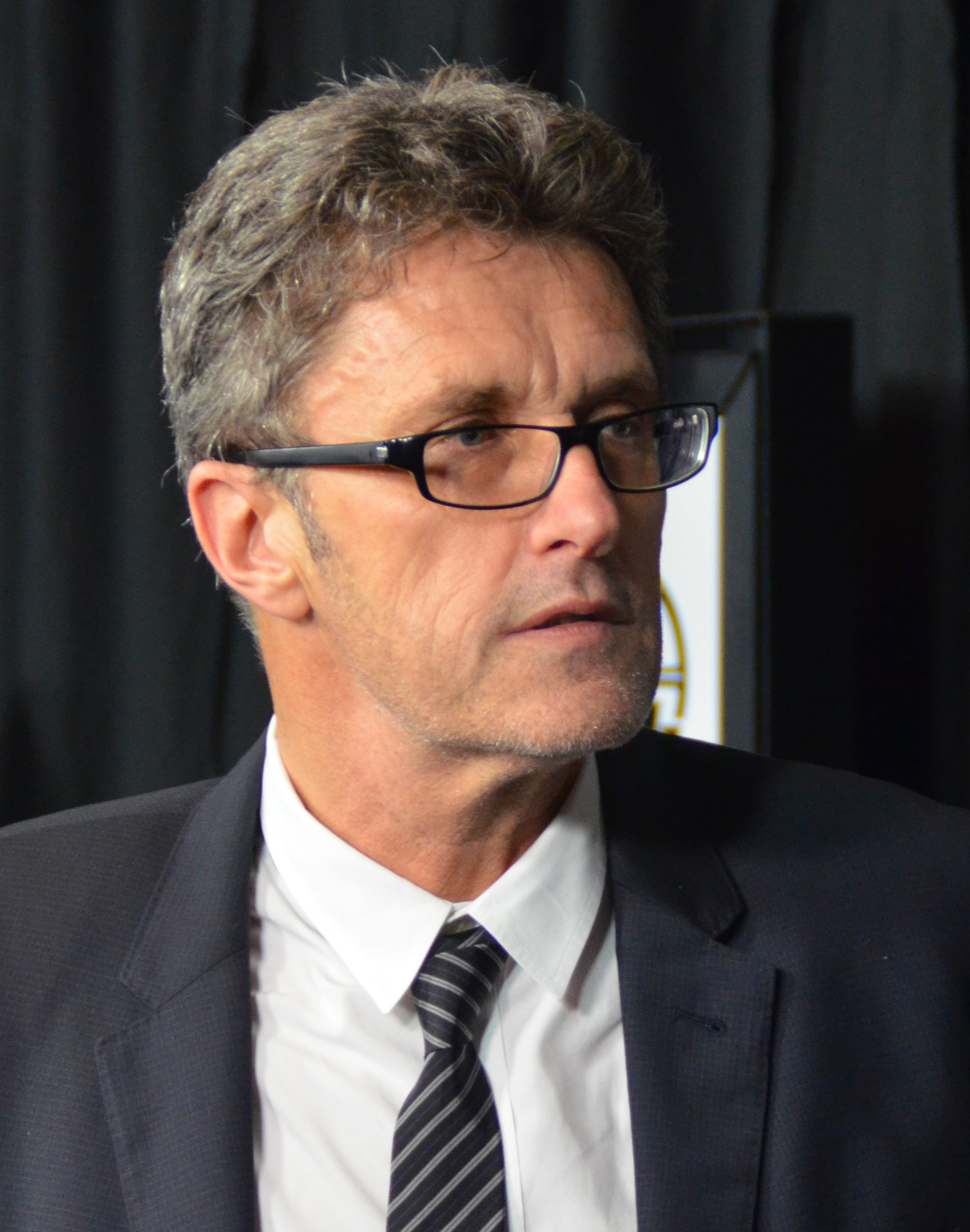
Paweł Pawlikowski, reżyser filmu

Reżyser Idy, Paweł Pawlikowski, urodził się w Polsce i tam spędził pierwsze 14 lat życia. W 1971 roku jego matka, dwa lata po rozwodzie z ojcem, wyemigrowała z synem do Wielkiej Brytanii. Tam Pawlikowski rozpoczął pracę jako reżyser filmowy. Ida to jego pierwszy polski film; w jednym z wywiadów powiedział, że film „jest próbą powrotu do Polski mojego dzieciństwa”. Ida została nakręcona w Polsce z obsadą i ekipą, które pochodziły głównie z polskiego przemysłu filmowego. Film, do którego scenariusz Pawlikowski napisał razem z angielską dramatopisarką Rebeką Lenkiewicz, otrzymał dofinansowanie w wysokości 3 milionów złotych z Polskiego Instytutu Sztuki Filmowej. Uzyskawszy wsparcie z PISF-u, Łódzkiego Funduszu Filmowego, Duńskiego Instytutu Filmowego i Eurimages, producent Eric Abraham rozpoczął produkcję filmu. Pierwsza wersja scenariusza napisana po angielsku przez Lenkiewicz i Pawlikowskiego nosiła roboczy tytuł Siostry Miłosierdzia. Pawlikowski przetłumaczył następnie scenariusz na język polski i zaadaptował go na potrzeby filmu.

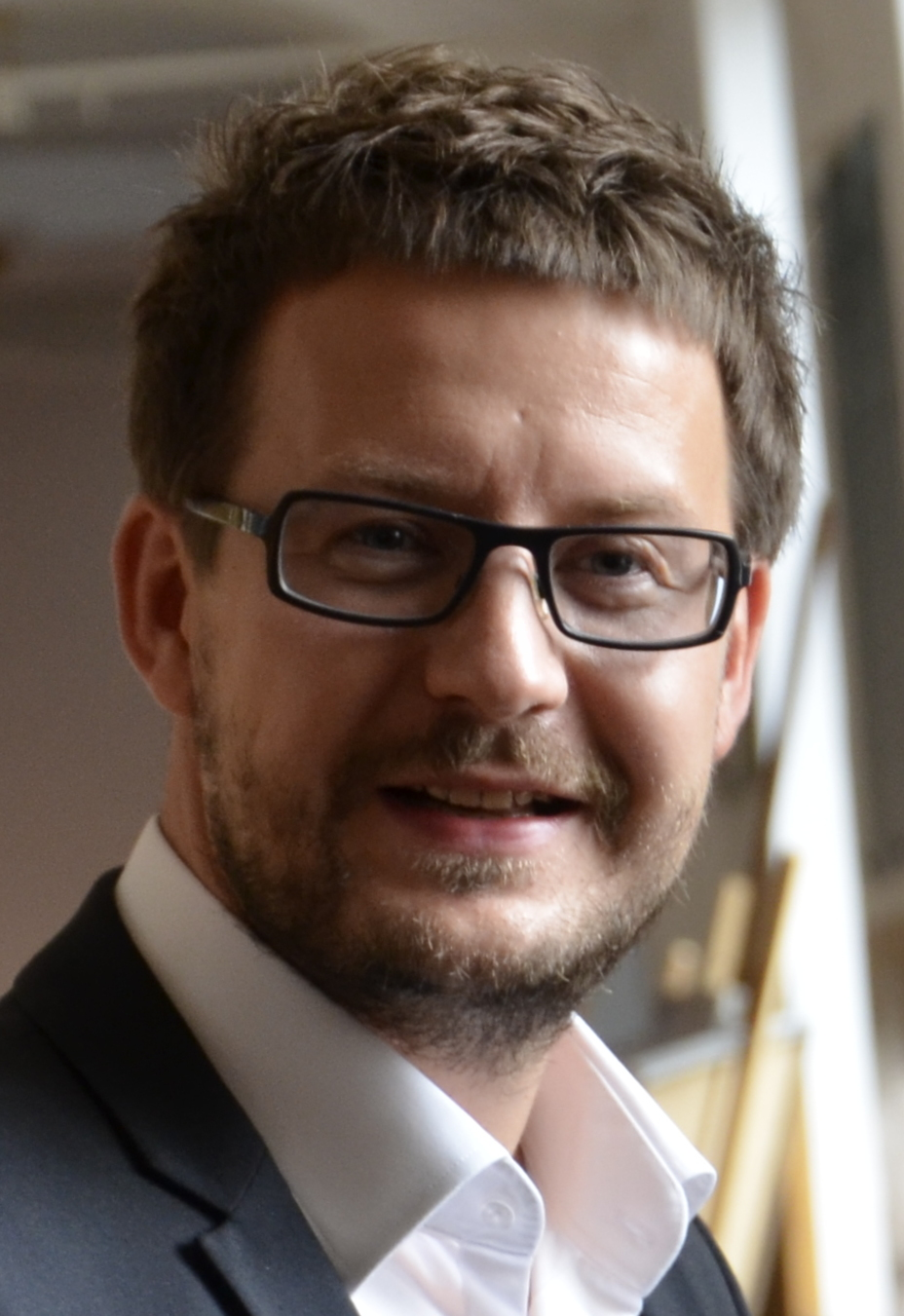
Łukasz Żal, jeden z operatorów zdjęć do Idy

Wzorcem dla postaci Wandy Gruz była Helena Wolińska-Brus, choć życie i losy Wandy przebiegały inaczej. Podobnie jak filmowa postać, Wolińska-Brus była polską Żydówką, która przeżyła II wojnę światową jako członkini komunistycznego ruchu oporu. W powojennym reżimie komunistycznym była prokuratorem wojskowym i uczestniczyła w procesach pokazowych. Jednym z jej najbardziej znanych przypadków był proces w 1953 roku, podczas którego wydano wyrok śmierci na Emila Augusta Fieldorfa. Choć Wolińska-Brus mogła odgrywać pewną rolę w tym procesie, nie pełniła w nim funkcji prokuratora. Pawlikowski poznał ją w latach 80. w Wielkiej Brytanii, dokąd wyemigrowała w 1971 roku. Powiedział o niej: „nie mogłem pogodzić wizerunku ciepłej, ironicznej kobiety, którą znałem, z postacią bezwzględnej fanatyczki i stalinowskiego cyngla. Ten paradoks prześladuje mnie od lat. Próbowałem nawet napisać o niej film, lecz nie potrafiłem ogarnąć tak sprzecznej osoby”.
Pawlikowski miał trudności z obsadzeniem roli Anny/Idy. Po przesłuchaniu 400 aktorek wybrał Agatę Trzebuchowską (zarekomendowaną mu przez Małgorzatę Szumowską), która nie miała doświadczenia aktorskiego. Trzebuchowska zgodziła się spotkać z Pawlikowskim, ponieważ była miłośniczką jego filmu Lato miłości (2004).

### Okres zdjęciowy

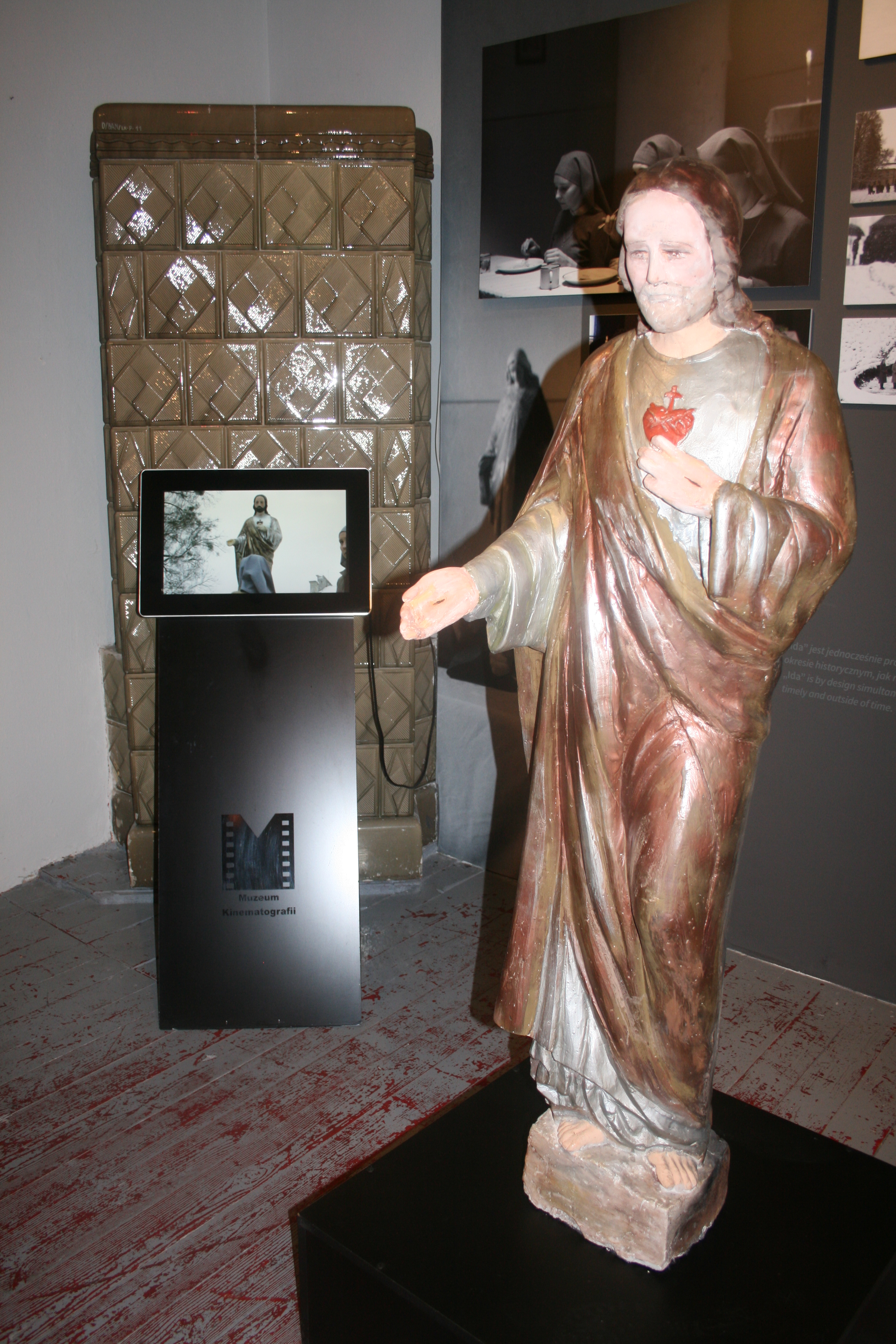
Ekspozycja upamiętniająca Idę w Muzeum Kinematografii w Łodzi; na zdjęciu posąg Chrystusa użyty w filmie

Autorami zdjęć do filmu zostali Łukasz Żal i Ryszard Lenczewski. Lenczewski wcześniej był autorem zdjęć do Lata miłości i w przeciwieństwie do Pawlikowskiego realizował wcześniej zdjęcia do filmów polskich. Ida jest filmem czarno-białym w formacie obrazu 4:3. Kiedy Pawlikowski zdecydował się na taki format, producenci filmu podobno skomentowali tę decyzję następująco: „Paweł, nie jesteś już studentem, nie bądź głupi”. Lenczewski twierdził: „Wybraliśmy odcienie szarości oraz format 4:3, ponieważ nawiązywał on do polskich filmów z początku lat 60. Zaprojektowaliśmy niezwykłą kompozycję obrazu, żeby publiczność czuła się niepewnie, inaczej odebrała film”. Pierwotnie Żal miał pomagać Lenczewskiemu, jednak z powodu choroby tego ostatniego Żal przejął projekt. Produkcja filmu została przerwana w połowie zdjęć z powodu burzy śnieżnej. Pawlikowski wykorzystał dwutygodniową przerwę, aby dopracować scenariusz, znaleźć nowe plenery i przeprowadzić próby aktorskie. Przerwa pozwoliła mu „uspójnić film w pewien szczególny sposób”. Obraz był kręcony w Łodzi na ulicach: Legionów, Rzgowskiej i Dowborczyków 13, na cmentarzu żydowskim, cmentarzu Doły, w pałacu Zamoyskich „Klemensów” w Michalowie (filmowy klasztor), w Mianowie, Jeżewie, Dzierżanowie, Pabianicach, Szczebrzeszynie oraz w Zgierzu przy ulicy Dąbrowskiego 18 i skrzyżowaniu ulic Wróbla i Szerokiej. Łączny budżet Idy wyniósł około 6,2 miliona złotych.
Idę zmontował weteran polskiego kina Jarosław Kamiński (poprzednie dwa angielskie filmy Pawlikowskiego zmontował David Cherep). Poza ostatnią sceną filmu nie ma w nim ścieżki muzycznej. Jak wyjaśnia krytyk Dana Stevens, „ścieżka dźwiękowa nie zawiera muzyki niediegetycznej – to znaczy muzyki, której bohaterowie sami nie słuchają, ale cała muzyka, która się w niej znajduje, jest znacząca i starannie wyselekcjonowana – począwszy od cennych zbiorów klasycznych winyli Wandy, aż po bladą polską muzykę popową, która gra w radiu samochodowym, podczas gdy kobiety mierzą się ze swym ponurym przeznaczeniem”. Jeśli chodzi o scenę finałową, Pawlikowski stwierdził: „Jedynym utworem muzycznym spoza świata filmu jest utwór Bacha na końcu. Byłem trochę zdesperowany ostatnią sceną i wypróbowałem utwór w studiu nagraniowym. Jest on utrzymany w tonacji minorowej, lecz wydaje się pogodnym peanem na cześć świata i jego złożoności”.

### Wydania
Za dystrybucję Idy w Polsce odpowiadała spółka Solopan. W 2015 roku rozpoczęła się w Polsce dystrybucja Idy na dwuwarstwowych płytach DVD, a w 2017 na płytach Blu-ray z obsługą wielokanałowego dźwięku Dolby Digital 5.1.

## Odbiór

### Premiera
Światowa premiera Idy odbyła się podczas 40. Telluride Film Festival w stanie Kolorado, trwającego od 29 sierpnia do 2 września 2013 roku. Na Telluride pokazano łącznie około 100 filmów, a Ida znalazła się w weższym gronie 27 najbardziej interesujących filmów z całego świata. Polska premiera filmu natomiast odbyła się 11 września 2013 roku w ramach 38. Festiwalu Filmowego w Gdyni, gdzie zdobył główną nagrodę imprezy – Złote Lwy. Ida była wyświetlana również na takich międzynarodowych festiwalach filmowych, jak MFF w Toronto (wrzesień 2013), FF w Londynie (październik 2013), MFF w Salonikach (listopad 2013), FF w Turynie (listopad 2013), Sundance Film Festival (styczeń 2014), FF w Sarajewie (sierpień 2014) i MFF w Sztokholmie (listopad 2014).
Do dystrybucji kinowej w Polsce film wszedł 25 października 2013 roku. Międzynarodowa dystrybucja Idy poza obiegiem festiwalowym rozpoczęła się 12 lutego 2014 roku, kiedy film został pokazany w kinach we Francji oraz w Belgii. Wśród innych państw europejskich, w których Ida weszła do dystrybucji, były Włochy (13 marca), Hiszpania (28 marca) oraz Wielka Brytania (26 września). 2 maja 2014 roku rozpoczęła się dystrybucja Idy w Stanach Zjednoczonych, 22 maja – w Australii, natomiast 12 czerwca – w Argentynie.

### Frekwencja kinowa i dochód
Ida cieszyła się względnym powodzeniem w kinach amerykańskich i francuskich. Według szacunków portalu JPBox-Office w Stanach Zjednoczonych film obejrzało około 468 tysięcy widzów, natomiast we Francji – około 510 tysięcy; mniejsze zainteresowanie Ida wzbudziła w Hiszpanii, gdzie film obejrzało około 108 tysięcy widzów. „Dziennik Gazeta Prawna” podawał, że łącznie na seanse kinowe Idy za granicą przyszło ponad milion widzów w ciągu dwóch lat od premiery. Film Pawlikowskiego i Lenkiewicz miał wprawdzie problemy z frekwencją w Polsce – w ciągu roku od premiery w rodzimym kraju obejrzało go jedynie 130 tysięcy widzów. Dopiero po międzynarodowym sukcesie festiwalowym Ida zanotowała wzrost frekwencji kinowej; według stanu ze stycznia 2019 roku ogólna frekwencja wzrosła do 243 tysięcy widzów. Według serwisu Box Office Mojo szacowany łączny dochód z dystrybucji filmu sięgnął 11,2 miliona dolarów, a portal The Numbers szacuje go na 15,3 miliona dolarów. Ten ostatni serwis również szacuje dochody ze sprzedaży płyt DVD z Idą na 773 tysiące dolarów, a ze sprzedaży płyt Blu-ray – na 312 tysięcy dolarów (stan z sierpnia 2020).

### Oceny w Polsce
Ida wzbudziła w Polsce szereg kontrowersji, oprócz głosów pochwały zbierając również recenzje skrajnie krytyczne. Jakub Majmurek dla „Kina” pisał, iż „ten kameralny, cichy film jest dziełem w polskim kinie rewolucyjnym”, gdyż subtelnie opowiada o wydarzeniach takich jak udział Polaków w zagładzie Żydów i udział – z kolei – tych ostatnich w budowie komunizmu w Polsce oraz mit „żydokomuny”. Również Łukasz Maciejewski na łamach „Dziennika” stwierdził, iż „Pawlikowski jest reżyserem zbyt wysokiej próby, żeby mogły go zadowolić oczywistości”, oceniając Idę „jako obraz bliski katastrofizmowi Becketta z jego wiecznymi, skażonymi sarkazmem i przerażeniem pytaniami o celowość ludzkiej drogi”.
Tadeusz M. Płużański na łamach prawicowego portalu „Niezależna” zarzucił natomiast filmowi antypolskie przesłanie, sprowadzające się do tego, iż „Polska nie była okupowana, to nie Niemcy dokonali zagłady Polaków i Żydów. Mordowali Polacy, którzy nie byli ofiarami, tylko katami”; Płużański porównywał przy tym Idę do książki Jana Grossa Sąsiedzi. Piotr Zaremba z pisma „W Sieci” twierdził, iż w Idzie „nie dowiemy się niczego o okupacyjnych realiach, ale dowiemy się, że zabójcami ukrywających się Żydów byli polscy chłopi”. W związku z tymi zarzutami ponad 50 tysięcy osób z organizacji Reduta Dobrego Imienia podpisało petycję do Polskiego Instytutu Sztuki Filmowej, w której zażądano załączania w filmie informacji, iż Ida opisuje fikcyjne wydarzenia. Do tej decyzji odniosła się Telewizja Polska, w lutym 2016 roku emitując Idę ze specjalnymi napisami i komentarzem.
Ida spotkała się również z krytyką w lewicowych mediach. Anna Zawadzka z portalu Lewica.pl zarzuciła Idzie, że film ostentacyjnie przeciwstawia Wandę, trwającą „w mściwym, straumatyzowanym żydostwie”, tytułowej bohaterce, która dzięki posłannictwu Bogu zyskuje „dostęp do Tajemnicy”. Zawadzka ironicznie oceniała również symetryzm filmu: „Był antysemityzm, ale była i żydokomuna. A prawda jest pośrodku. Czyli tam, gdzie stoi gipsowy Jezus”. Zdaniem Agnieszki Graff z „Krytyki Politycznej” zastosowana przez Pawlikowskiego estetyka była nieodpowiednia do ukazania współudziału Polaków w Holokauście oraz do rozprawy z mitem „żydokomuny”, albowiem z jednej strony „polityka jest z Idy wypłukana czy, jak kto woli, zasłonięta przez estetykę”, z drugiej zaś – „filmowa Wanda jest stalinowską prokurator […] dlatego, że Polacy wymordowali jej rodzinę. To się nazywa zemsta, nie racja”. Podobne zdanie wyraziła Helena Datner z Żydowskiego Instytutu Historycznego, twierdząc: „Ida przedstawia bohaterkę według prostej zasady – co Polacy chcieliby myśleć o Żydówce, budującej powojenny socjalizm? Że to k.... i alkoholiczka”. Roman Kurkiewicz podczas audycji w radiu Tok FM precyzował ów argument: „Mamy do czynienia z obrazem, który pokazuje, że można być dobrą Żydówką, jeśli jest się katolicką zakonnicą. To utrwala stereotyp, że Żydówki są złe, a zakonnice dobre”. Krytyk filmowy Wiesław Kot, doceniając wprawdzie „formalną maestrię” filmu, zarzucał mu zarazem uproszczenie na użytek festiwalowy „tego, co my w Polsce wiemy na temat Holokaustu i tych, którzy z niego ocaleli. Wartość informacyjna tego filmu jest porównywalna z tym, co o kolonizacji Dzikiego Zachodu mówią nam stare westerny z Tomem Mixem”. Zarzuty lewicowych kręgów Agnieszka Holland kwitowała jako „zaciekłą furię”, która uderzała w jeden z niewielu polskich filmów, „który odniósł tak spektakularny sukces, film, który zjednoczył w przeżyciu i porwał miliony ludzi […] na świecie”.
Próbę zajęcia ugodowego stanowiska wobec skrajnie odmiennych opinii podjął Tadeusz Sobolewski na łamach „Gazety Wyborczej”. Sobolewski zauważył, że film Pawlikowskiego jest „trudny i nieoczywisty”. W filmie Pawlikowskiego Wanda nie jest typową reprezentantką „żydokomuny”, lecz „postacią tragiczną, przy której Ida musi na nowo odkrywać sens swojego powołania […]. Obie kobiety uzupełniają się, coś sobie wzajemnie dają”. Zdaniem Sobolewskiego „ten film przez swój niezwykły punkt widzenia pozwala widzowi przekroczyć światopoglądowe zasieki”. Niezależnie od kontrowersji historycznych powszechnie chwalono stronę estetyczną filmu. Majmurek notował: „Czerń i biel. Kadr o formacie zbliżonym do kwadratu, dziś, w dobie panoramicznych ekranów, rzadko stosowany”; Maciejewski również chwalił zdjęcia Lenczewskiego i Żala, twierdząc, iż „nad fakturą fotograficzną tego filmu unosi się aura epickiej poezji, w ramach której na pozór realistyczne obrazy rozmazują się w wyrafinowanej wizualnie strukturze”. Nawet negatywnie nastawiony do filmu Sebastian Smoliński z „Krytyki Politycznej” zauważał, że „Ida funkcjonuje w rozmowach jako wzorzec arthouse’owego minimalizmu. Jej «piękne czarno-białe obrazy» zawłaszczyły wyobraźnię kinomanów i trudno już pomyśleć o kolejnym filmie poświęconym relacjom polsko-żydowskim, który nie nawiązywałby z Idą dialogu”. Karolina Wigura z „Kultury Liberalnej” podsumowywała, że mimo scenariuszowych uproszczeń „z całą pewnością ten film zadaje pytania, które warto usłyszeć”.

### Oceny za granicą
Za granicą Ida spotkała się z powszechnym uznaniem. W Stanach Zjednoczonych, według agregatora Rotten Tomatoes, spośród 164 krytyków 96% oceniło film pozytywnie, a średnia ocen wystawionych na podstawie ich recenzji wyniosła 8,40/10. Na portalu Metacritic średnia ocen z 35 recenzji wyniosła 91 na 100 punktów, co zdaniem agregatora jest równoznaczne z „powszechnym uznaniem”.
A.O. Scott z „The New York Timesa” pisze, iż „z zapierającą dech w piersiach zwięzłością i klarownością – 80 minut surowej, starannie kadrowanej czerni i bieli – pan Pawlikowski penetruje najciemniejsze gąszcze polskiej historii, rozliczając się ze zbrodniami stalinizmu i Holokaustu”. David Denby z „The New Yorkera” nazwał Idę „skończonym arcydziełem”, opisując powściągliwość filmu w odniesieniu do historii, w której jest on osadzony: „W latach 1939–1945 Polska straciła piątą część swojej ludności, w tym trzy miliony Żydów. W dwa lata po wojnie komuniści przejęli rząd pod okiem Armii Czerwonej i sowieckiej tajnej policji NKWD. Wiele wybitnych Polaków walczących przeciw nazistom oskarżono o niedorzeczne zbrodnie, niezależnych ludzi rozstrzelano lub powieszono. W filmie nie ma o tym żadnej wzmianki, ale wszystko to jest wbudowane, że tak powiem, w atmosferę...”. Peter Debruge z „Variety” zachował większą powściągliwość, pisząc, iż „odejście tak daleko w przeszłość, jak w tym filmie, niesie ze sobą ryzyko utraty większości potencjalnych widzów, co zamiast przeżycia emocjonalnego oferuje jedynie ćwiczenie intelektualne wszystkim pozostałym z wyjątkiem sporadycznych kinofili”.
Ida jest po części filmem drogi, w którym relacja między Anną/Idą a Wandą rozwija się w miarę podróży w głąb Polski i odkrywania ich wspólnej historii. Obie aktorki otrzymały za swoje występy przychylne recenzje od licznych krytyków. Peter Bradshaw napisał dla „The Guardiana”, iż „Agata Trzebuchowska jako 17-letnia postulantka w odległym klasztorze jest niezwykle tajemnicza: ma bezczelność i nieustępliwość młodzieży”. Riva Beardon pisze, że „w swojej debiutanckiej roli aktorka mistrzowsko negocjuje subtelność filmu, oferując wgląd w jego bohaterkę jedynie lekkim ruchem kącika ust lub spojrzeniem niesamowicie czarnych oczu”. Denby pisał, iż „Wanda opowiada jej o swojej przeszłości w krótkich fragmentach, a Kulesza robi z tymi fragmentami więcej – dodając gest, pauzę – jak nikt tego nie robił od czasu Grety Garbo, która zawsze więcej sugerowała, niż mówiła”. Według Dany Stevens wykonanie Kuleszy sprawia, że „Wanda jest postacią wirtuozerską, z którą można fascynująco spędzić czas, nawet gdy jest bezdennie smutna”.
We Francji również film został odebrany pozytywnie. Bruno Icher dla pisma „Libération” ocenił Idę jako „bardzo piękny film”. Pierre Murat na łamach „Téléramy” pisał, że Ida jest „znakomitą, utrzymaną w czerni i bieli medytacją o roli absolutu w naszym życiu”. Marie-Noëlle Tranchant z „Le Figaro” wyraziła następującą opinię: „Można ubolewać nad nadmiernym manieryzmem inscenizacji, z jej dekadenckimi i przesadnie przestudiowanymi planami, które czasami psują wrażenia z filmu. Ale fabuła jest znaczeniowo obfita, a obie aktorki – niezwykłe”. W bardziej sceptycznej recenzji na łamach „Cahiers du Cinéma” recenzent Joachim Lepastier zarzucał Idzie akademizm, jednakże przyznawał, że „jest to akademizm wciąż żywotny”.

### Analizy i interpretacje
Ksiądz Andrzej Luter w swej interpretacji Idy stwierdzał, iż „film Pawła Pawlikowskiego opowiada o odwiecznym splocie dobra ze złem; o poszukiwaniu wiary, o odnajdowaniu jej sensu po katastrofie, jaką była Zagłada, i o szukaniu sensu życia w ogóle”. Luter zauważał, że film Pawlikowskiego poświęcony jest sprawom ostatecznym: „Gdzie był Bóg wtedy, gdy Wanda wysyłała na śmierć bohaterów i «wrogów»? Pawlikowski nie ma na te pytania odpowiedzi, zresztą wcale ich nie szuka, udało mu się za to zrealizować film o religijnej i duchowej kondycji człowieka będącego ofiarą czasów apokaliptycznych”. Zdaniem Matyldy Mróz Idę można uznać za przykład filmu posttraumatycznego (termin ukuty przez Marianne Hirsch), który przepracowuje traumę przeżywaną przez potomków nieżyjących już świadków Zagłady. Magdalena Podsiadło-Kwiecień zinterpretowała film jako przedstawienie projektu widmontologicznego, w którym widmo przeszłości wciąż dotyka bohaterki. Po powtórnym pochówku zamordowanych krewnych Wanda nie godzi się na przepracowanie traumy: „nie domyka krypty, lecz oddaje się we władanie dybukowi i dołącza do świata umarłych”. Joanna Rydzewska traktowała Idę jako przykład filmu posługującego się transnarodową estetyką, wpisanego w całą twórczość Pawlikowskiego jako „outsidera szukającego zakotwiczenia w nieustannie zmieniającym się i niestabilnym zglobalizowanym świecie”.
Sebastian Jagielski analizował Idę przez pryzmat jej estetycznych nawiązań do polskiej szkoły filmowej. Zastosowanie przez Pawlikowskiego formatu 4:3 oraz konsekwentne tworzenie przez reżysera przestrzeni zamkniętej wytwarza, zdaniem Jagielskiego, wrażenie izolacji, osiągnięte „tymi samymi zabiegami formalnymi, którymi Kazimierz Kutz posłużył się w Nikt nie woła [1960]”. Za pomocą środków przejętych od Kutza w Idzie dokonuje się separacja przestrzenna (obecność drzwi, filarów, kolumn, linii), która podkreśla „bolesne współistnienie Polaków i Żydów”. Według Jagielskiego „świat Idy to świat naznaczony pustymi miejscami, wewnętrznymi granicami, nieobecnymi twarzami i ciężarem śmierci”. Innym przykładem świadomego nawiązania Pawlikowskiego do dzieł polskiej szkoły filmowej jest scena samobójstwa Wandy, zainscenizowana dokładnie tak jak w filmie Wojciecha Jerzego Hasa Jak być kochaną (1962); Wanda, choć charakterologicznie jest podobna do Felicji z filmu Hasa, ginie jak uosabiany przez Zbigniewa Cybulskiego Wiktor. Katarzyna Mąka-Malatyńska zauważała, że filmowa asceza Idy dotyczy również szczególnego użycia światłocienia oraz kontrastu czerni i bieli. W scenie, w której Ida i Wanda przebywają w oborze z oknem w postaci witrażu, „Annie/Idzie przypisany jest blask, biel i jasne odcienie szarości”, natomiast Wanda „przynależy zdecydowanie do czerni, do ciemności, co związane jest z jej życiową przegraną, zmierzaniem do nieuchronnego końca”. Symbolika przenika również figurę Chrystusa, widoczną zarówno w prologu, jak i w jednej z ostatnich scen. Chrystus powiązany zostaje z symboliką koła, które konotuje „pełnię, poczucie jedności z Bogiem, wewnętrznej jedności i harmonii”. Kiedy Ida przed figurą Chrystusa deklaruje swoją niegotowość do służby Bogu, klasztor zaczyna spowijać ciemność. Pod tym względem Matka Joanna od Aniołów (1961) Jerzego Kawalerowicza była przytaczana jako kolejne źródło inspiracji. Sheila Skaff dostrzegła podobieństwa między Idą a filmami dokumentalnymi nieznanymi w szerszym obiegu: Archeologią (1967) Andrzeja Brzozowskiego oraz Miejscem urodzenia (1992) Pawła Łozińskiego, w których wykopywanie zwłok zamordowanych Żydów stanowiło ważny punkt kulminacyjny.
W artykułach zagranicznych pojawiały się także interpretacje wskazujące na podobieństwo stylistyczne między Idą a innymi filmami problematyzującymi kwestię religijności: Męczeństwem Joanny d’Arc (1928) Carla Theodora Dreyera, Dziennikiem wiejskiego proboszcza (1951) Roberta Bressona, Viridianą (1961) Luisa Buñuela.

### Nagrody i nominacje
14 września 2013 roku Ida została zaprezentowana na Festiwalu Polskich Filmów Fabularnych, gdzie pomimo rozbieżnych opinii krytyków otrzymała nagrodę główną – Złote Lwy – oraz nagrody za pierwszoplanową rolę kobiecą, zdjęcia i scenografię. Oprócz tego w Polsce film Pawlikowskiego został uhonorowany między innymi Złotą Żabą na festiwalu Camerimage, Grand Prix Warszawskiego Festiwalu Filmowego oraz trzema Polskimi Nagrodami Filmowymi, w tym za najlepszy film. Ponadto Ida jest laureatem nagrody Lux Prize, przyznawanej przez Parlament Europejski, oraz pięciu Europejskich Nagród Filmowych, w tym za najlepszy film europejski. Film otrzymał również nagrodę Goya, był dwukrotnie nominowany do nagrody Brytyjskiej Akademii Filmowej (zdobywając statuetkę za najlepszy film nieanglojęzyczny), a także do takich wyróżnień jak Złoty Glob, nagroda Satelita, Independent Spirit Awards, David di Donatello, Guldbagge. Dwukrotnie, na międzynarodowych festiwalach w Toronto i Tromsø) Ida otrzymała nagrodę FIPRESCI.
8 sierpnia 2014 roku Ida została oficjalnym polskim kandydatem do Oscara za najlepszy film nieanglojęzyczny podczas 87. ceremonii wręczenia Oscarów. O wystawieniu Idy zdecydowała komisja przy Ministerstwie Kultury w składzie: Filip Bajon, Kasia Adamik, Jacek Bławut, Michał Komar, Agnieszka Odorowicz, Anda Rottenberg, Janusz Zaorski i Marek Żydowicz. 20 grudnia 2014 film znalazł się na skróconej liście dziewięciu tytułów, które nadal ubiegały się o oficjalną nominację w wyżej wymienionej kategorii, natomiast 15 stycznia 2015 roku Ida otrzymała, jako dziesiąty polski film w historii, oficjalną nominację do Oscara w kategorii najlepszy film nieanglojęzyczny. Nominowani zostali również autorzy zdjęć do filmu – Łukasz Żal i Ryszard Lenczewski – w kategorii najlepsze zdjęcia. Podczas ceremonii, która odbyła się 22 lutego 2015, film został nagrodzony Oscarem za najlepszy film nieanglojęzyczny.
| Rok  | Festiwal/organizator                                           | Nagroda                                                    | Odbiorca (jeśli wskazano)           |
| ---- | -------------------------------------------------------------- | ---------------------------------------------------------- | ----------------------------------- |
| 2013 | Festiwal Polskich Filmów Fabularnych                           | Złote Lwy                                                  | Ida                                 |
| 2013 | Festiwal Polskich Filmów Fabularnych                           | Nagroda za rolę kobiecą                                    | Agata Kulesza                       |
| 2013 | Festiwal Polskich Filmów Fabularnych                           | Nagroda za zdjęcia                                         | Łukasz Żal Ryszard Lenczewski       |
| 2013 | Festiwal Polskich Filmów Fabularnych                           | Nagroda za scenografię                                     | Katarzyna Sobańska Marcel Sławiński |
| 2013 | Festiwal Polskich Filmów Fabularnych                           | Don Kichot                                                 | Ida                                 |
| 2013 | Festiwal Polskich Filmów Fabularnych                           | Nagroda Sieci Kin Studyjnych i Lokalnych                   | Ida                                 |
| 2013 | Festiwal Polskich Filmów Fabularnych                           | Nagroda Dziennikarzy                                       | Ida                                 |
| 2013 | Festiwal Polskich Filmów Fabularnych                           | Wschodząca Gwiazda „Elle”                                  | Agata Trzebuchowska                 |
| 2013 | Warszawski Festiwal Filmowy                                    | Grand Prix                                                 | Ida                                 |
| 2013 | Warszawski Festiwal Filmowy                                    | Nagroda Jury Ekumenicznego                                 | Ida                                 |
| 2013 | Festiwal Filmów o Tematyce Żydowskiej                          | Nagroda dla najlepszego pełnometrażowego filmu fabularnego | Ida                                 |
| 2013 | Festiwal Filmów o Tematyce Żydowskiej                          | Nagroda dla najlepszej aktorki                             | Agata Kulesza                       |
| 2013 | Festiwal Filmów o Tematyce Żydowskiej                          | Nagroda za najlepsze zdjęcia                               | Łukasz Żal Ryszard Lenczewski       |
| 2013 | Camerimage                                                     | Złota Żaba w konkursie głównym                             | Łukasz Żal Ryszard Lenczewski       |
| 2014 | Koło Piśmiennictwa Filmowego Stowarzyszenia Filmowców Polskich | Złota Taśma dla najlepszego filmu polskiego                | Ida                                 |
| 2014 | Polska Akademia Filmowa                                        | Orzeł za najlepszy film                                    | Ida                                 |
| 2014 | Polska Akademia Filmowa                                        | Orzeł za najlepszą reżyserię                               | Paweł Pawlikowski                   |
| 2014 | Polska Akademia Filmowa                                        | Orzeł za najlepszy montaż                                  | Jarosław Kamiński                   |
| 2014 | Polska Akademia Filmowa                                        | Orzeł za najlepszą główną rolę kobiecą                     | Agata Kulesza                       |
| 2014 | Ogólnopolski Festiwal Sztuki Filmowej „Prowincjonalia”         | Jańcio Wodnik za najlepszą rolę kobiecą                    | Agata Kulesza Agata Trzebuchowska   |
| 2014 | Tarnowska Nagroda Filmowa                                      | Nagroda Specjalna Jury                                     | Ida                                 |
| 2014 | Międzynarodowy Festiwal Kina Niezależnego „Off Camera”         | Nagroda Główna w konkursie polskich filmów fabularnych     | Ida                                 |
| 2014 | Lubuskie Lato Filmowe                                          | Srebrne Grono                                              | Ida                                 |
| 2014 | Stowarzyszenie Autorów Zdjęć Filmowych                         | Nagroda PSC                                                | Łukasz Żal Ryszard Lenczewski       |
| 2014 | Festiwal Reżyserii Filmowej w Świdnicy                         | Złoty Dzik                                                 | Paweł Pawlikowski                   |
| 2015 | RMF Classic                                                    | MocArt w kategorii wydarzenie roku                         | Ida                                 |

| Rok  | Festiwal/organizator                                      | Nagroda                                                        | Odbiorca (jeśli wskazano)            |
| ---- | --------------------------------------------------------- | -------------------------------------------------------------- | ------------------------------------ |
| 2013 | Międzynarodowy Festiwal Filmowy w Toronto                 | Nagroda FIPRESCI                                               | Ida                                  |
| 2013 | Festiwal Filmowy w Londynie                               | Grand Prix                                                     | Ida                                  |
| 2013 | Międzynarodowy Festiwal Filmowy „Listapad”                | Grand Prix                                                     | Ida                                  |
| 2013 | Międzynarodowy Festiwal Filmowy „Listapad”                | Nagroda za zdjęcia                                             | Łukasz Żal Ryszard Lenczewski        |
| 2013 | Festival Internacional de Cine de Gijón                   | Grand Prix                                                     | Ida                                  |
| 2013 | Festival Internacional de Cine de Gijón                   | Nagroda za scenariusz                                          | Paweł Pawlikowski Rebecca Lenkiewicz |
| 2013 | Festival Internacional de Cine de Gijón                   | Nagroda za scenografię                                         | Katarzyna Sobańska Marcel Sławiński  |
| 2013 | Festival Internacional de Cine de Gijón                   | Nagroda aktorska                                               | Agata Kulesza                        |
| 2013 | Festival Internacional de Cine de Gijón                   | Nagroda Jury Młodzieżowego                                     | Ida                                  |
| 2014 | Tromso International Film Festival                        | Nagroda FIPRESCI                                               | Ida                                  |
| 2014 | Jameson Dublin International Film Festival                | Nagroda Jury Krytyków dla najlepszego reżysera                 | Paweł Pawlikowski                    |
| 2014 | American Society of Cinematographers                      | ASC Spotlight Award                                            | Łukasz Żal Ryszard Lenczewski        |
| 2014 | Międzynarodowy Festiwal Filmowy „Wiosna Filmowa” w Wilnie | Nagroda za reżyserię                                           | Paweł Pawlikowski                    |
| 2014 | Sarasota Film Festival                                    | Nagroda w konkursie filmów fabularnych                         | Ida                                  |
| 2014 | Festiwal Filmów z Europy Środkowej i Wschodniej „goEast”  | Grand Prix                                                     | Ida                                  |
| 2014 | Golden Trailer Award                                      | Najlepszy zagraniczny film dramatyczny                         | Ida                                  |
| 2014 | Film Forum Zadar                                          | Grand Prix                                                     | Ida                                  |
| 2014 | Film Forum Zadar                                          | Nagroda za najlepszą rolę kobiecą                              | Agata Kulesza Agata Trzebuchowska    |
| 2014 | Międzynarodowy Festiwal Filmowy w Helsinkach              | Nagroda Publiczności                                           | Ida                                  |
| 2014 | Festiwal Filmów Polskich w Los Angeles                    | Hollywood Eagle Award                                          | Ida                                  |
| 2014 | Europejska Akademia Filmowa                               | Europejska Nagroda Filmowa dla najlepszego reżysera            | Paweł Pawlikowski                    |
| 2014 | Europejska Akademia Filmowa                               | Europejska Nagroda Filmowa za najlepszy scenariusz             | Paweł Pawlikowski Rebecca Lenkiewicz |
| 2014 | Europejska Akademia Filmowa                               | Europejska Nagroda Filmowa za najlepsze zdjęcia                | Łukasz Żal Ryszard Lenczewski        |
| 2014 | Europejska Akademia Filmowa                               | Nagroda Publiczności                                           | Ida                                  |
| 2014 | Europejska Akademia Filmowa                               | Europejska Nagroda Filmowa za najlepszy film                   | Ida                                  |
| 2014 | Festiwal Kina Polskiego „CiakPolska” w Rzymie             | Nagroda Publiczności                                           | Ida                                  |
| 2014 | Nagroda Krytyków Filmowych Nowego Jorku                   | Film nieanglojęzyczny                                          | Ida                                  |
| 2014 | Nagroda Krytyków Filmowych Los Angeles                    | Drugoplanowa rola kobieca                                      | Agata Kulesza                        |
| 2014 | Nagroda Krytyków Filmowych Los Angeles                    | Najlepszy film zagraniczny                                     | Ida                                  |
| 2014 | Festiwal Polskich Filmów „Ekran” w Toronto                | Nagroda dla najlepszego filmu                                  | Ida                                  |
| 2014 | San Francisco Film Critics Circle Awards                  | Najlepsze zdjęcia                                              | Łukasz Żal Ryszard Lenczewski        |
| 2014 | San Francisco Film Critics Circle Awards                  | Najlepszy film obcojęzyczny                                    | Ida                                  |
| 2014 | Parlament Europejski                                      | Lux Prize                                                      | Ida                                  |
| 2014 | Las Vegas Film Critics Society Sierra Award               | Najlepszy film zagraniczny                                     | Ida                                  |
| 2014 | Phoenix Critics Circle Awards                             | Najlepszy film międzynarodowy                                  | Ida                                  |
| 2015 | Festiwal „Capri, Hollywood”                               | Nagroda dla najlepszego nieanglojęzycznego filmu zagranicznego | Ida                                  |
| 2015 | Hiszpańska Akademia Sztuki Filmowej                       | Goya za najlepszy film europejski                              | Ida                                  |
| 2015 | Alliance of Women Film Journalists                        | Nagroda dla najlepszego filmu zagranicznego                    | Ida                                  |
| 2015 | Brytyjska Akademia Sztuk Filmowych i Telewizyjnych        | Najlepszy film nieanglojęzyczny                                | Ida                                  |
| 2015 | Independent Spirit Awards                                 | Najlepszy film zagraniczny                                     | Ida                                  |
| 2015 | Amerykańska Akademia Sztuki i Wiedzy Filmowej             | Oscar za najlepszy film nieanglojęzyczny                       | Ida                                  |

## Znaczenie
Ida stanowiła punkt zwrotny w karierze Pawła Pawlikowskiego. O ile jego Kobieta z piątej dzielnicy spotkała się z mieszaną reakcją krytyków, o tyle za sprawą Idy reżyser odzyskał swoją międzynarodową pozycję cenionego autora filmowego. Jednocześnie owo dzieło cieszy się splendorem pierwszego pełnometrażowego polskiego filmu fabularnego, który został uhonorowany Oscarem dla najlepszego filmu obcojęzycznego. Dzięki Idzie Pawlikowski mógł powrócić do Polski, gdzie nakręcił swój kolejny film osadzony w realiach Polskiej Rzeczypospolitej Ludowej – równie celebrowaną Zimną wojnę (2018), która z kolei była pierwszym polskim filmem dopuszczonym do konkursu głównego Festiwalu Filmowego w Cannes od czasu nominowanego w 1990 roku Przesłuchania (1982) Ryszarda Bugajskiego. Jednakże, jak zaznaczał reżyser, po wyborach parlamentarnych w Polsce w 2015 roku i objęciu władzy przez partię Prawo i Sprawiedliwość Ida napotykała coraz większe problemy z dystrybucją na terenie Polski. Pawlikowski twierdził w 2018 roku, że znalazł się wręcz na czarnej liście „pisarzy, reżyserów teatralnych i filmowców”, których dzieła otrzymały nieoficjalny zakaz prezentacji za granicą (ówczesny minister kultury i dziedzictwa narodowego Piotr Gliński zdementował tę informację). Piotr Zaremba w felietonie dla „Rzeczpospolitej” ironicznie komentował, że wsparcie udzielone reżyserowi przy produkcji Zimnej wojny to „finał «prześladowań» Pawlikowskiego”, jednak zarazem zauważał, że „pierwsze incydenty” związane z reakcją prawicy na Idę „nie powinny się zdarzyć”.
Film Pawlikowskiego i Lenkiewicz znalazł się na 8. miejscu w zestawieniu najlepszych filmów wyświetlonych w 2014 roku w Wielkiej Brytanii według „The Guardiana”. W 2016 roku Ida została sklasyfikowana na 55. miejscu na liście stu najwybitniejszych filmów XXI wieku według plebiscytu krytyków BBC. W 2019 roku portal Total Film wyróżnił Idę (na 74. miejscu) na liście 100 najlepszych filmów dekady 2010–2019. Pod względem estetycznym na Idzie wzorował się Alfonso Cuarón, realizując wielokrotnie nagradzaną, również utrzymaną w czerni i bieli, Romę (2018). W 2020 roku w plebiscycie Stowarzyszenia Rozwoju Kultury Filmowej „Słowo i Film” Ida znalazła się na 3. miejscu na liście najlepszych filmów polskich wyprodukowanych po 1989 roku, przegrywając rywalizację z Dniem świra (2002) Marka Koterskiego oraz Długiem (1999) Krzysztofa Krauzego.